# Loje
Pour les articles homonymes, voir Loge.
Le Loje, aussi écrit Loge, est un fleuve d'Angola.

## Parcours
Il prend naissance dans la municipalité de Quitexe (province d'Uíge) et s'écoule grossièrement vers l'ouest, recevant plusieurs affluents, dont le Vamba et le Lué. Dans les dernières centaines de kilomètres de son parcours, il sépare la province de Bengo, au sud, de celle du Zaïre, au nord.
Il débouche dans l'océan Atlantique au nord de la ville d'Ambriz.